# Фенестрон

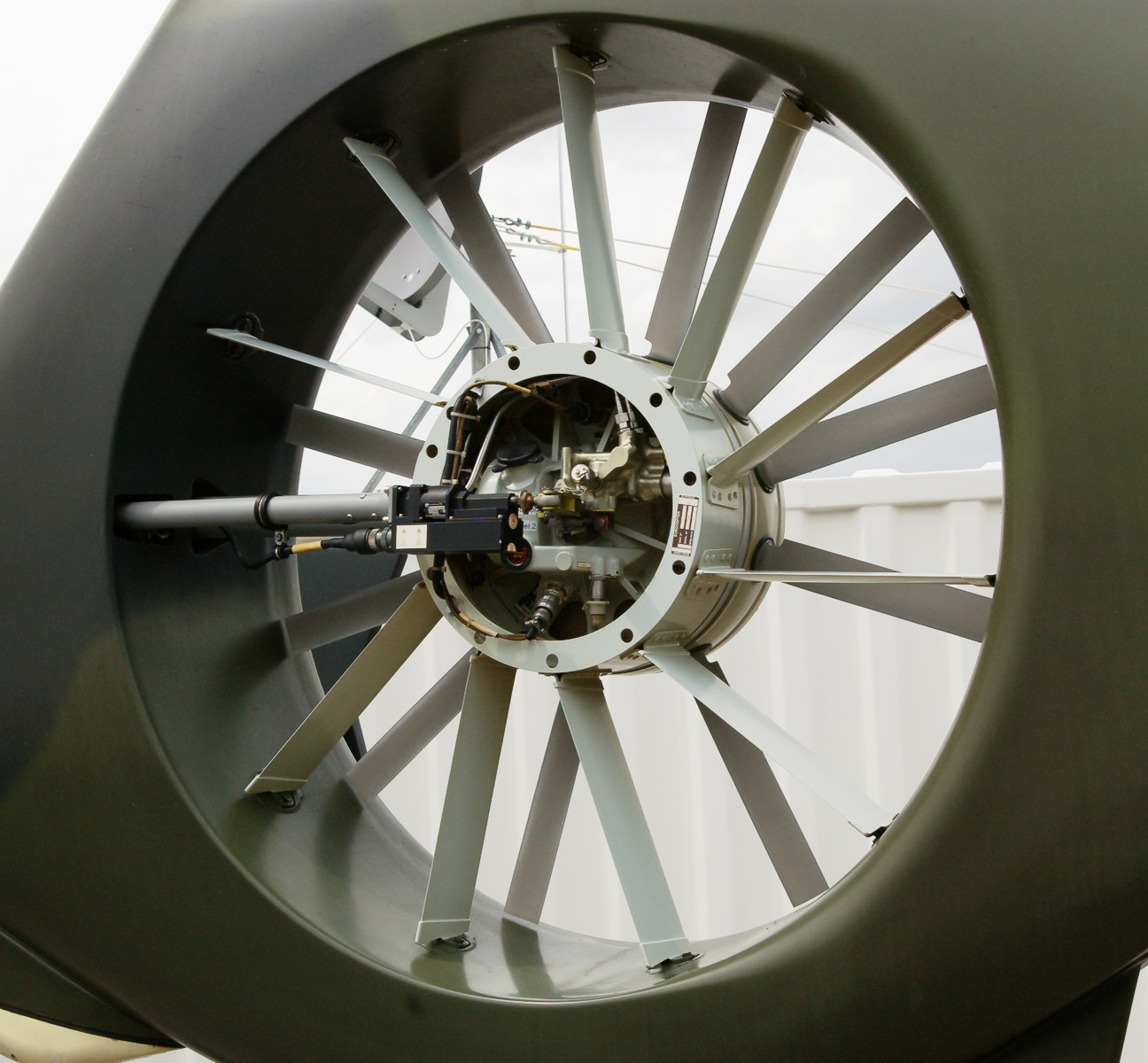
Фенестрон на вертолёте Еврокоптер EC135 (крупным планом)

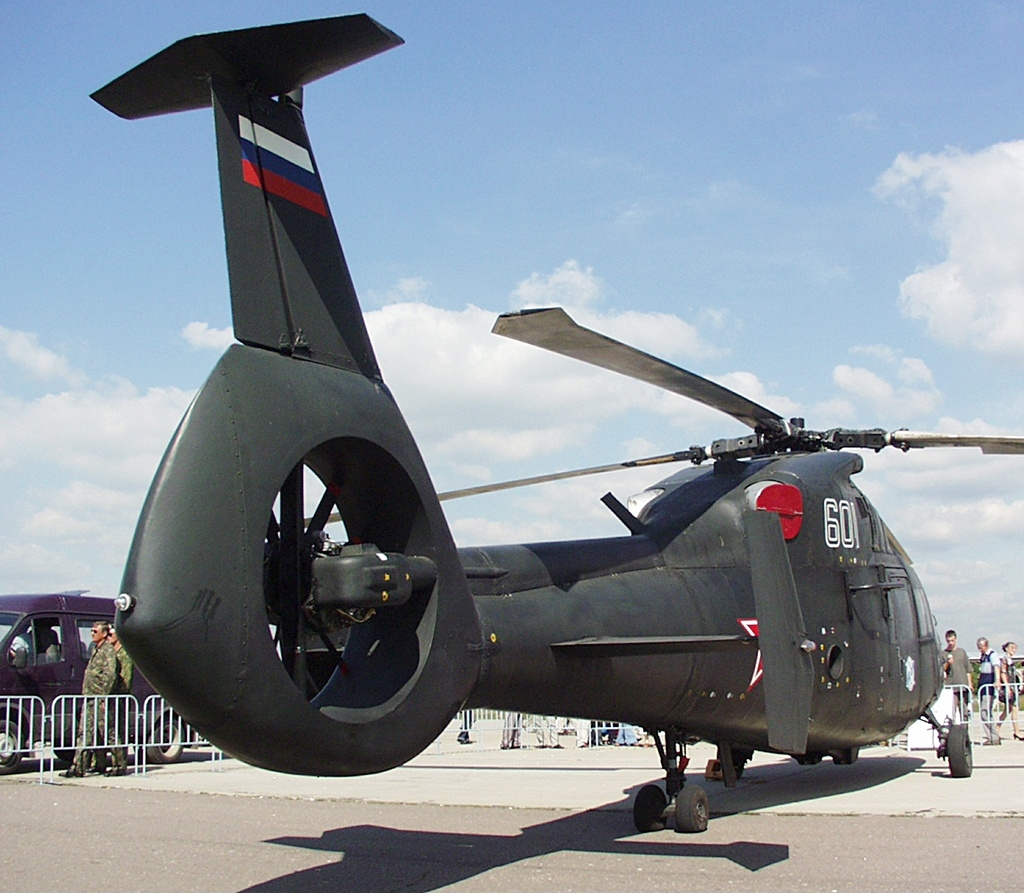
Фенестрон на вертолёте Ка-60

Фенестрон (оксит. fenestron  «маленькое окно») — закрытый рулевой винт вертолёта, устанавливаемый в специальный профилированный канал, встроенный в киль вертолета. Данное название является торговой маркой фирмы Еврокоптер. Более общее название подобного механизма — винт в кольце (импеллер). 
В отличие от обычных рулевых винтов с 2-4 лопастями, различные фенестроны имеют от 8 до 18 лопастей.
Фенестрон (винт в кольце) иногда применяют при конструировании некоторых видов кораблей или судов, например с целью уменьшения шумности подводных лодок.

## Преимущества
- Бо́льшая безопасность для людей и других объектов, в том числе и для самого вертолёта (сам винт также менее подвержен разрушению благодаря защитному ограждению в виде жёсткого кольца);
- Бо́льшая скорость вращения, меньший уровень вибраций;
- Диаметр винта фенестрона существенно меньше диаметра обычного рулевого винта, что исключает необходимость в изломе хвостовой балки для создания требуемого условиями посадки расстояния между концами лопастей винта и поверхностью земли и, как следствие, исключает установку промежуточного редуктора.

## Недостатки
- Бо́льшая масса;
- Высокочастотный шум;
- Бо́льшее сопротивление воздуху при поворотах;
- Для создания той же тяги, требуется большая мощность (до 25% на висении), чем у обычного рулевого винта.

## История применения
Впервые использован в конце 1960-х на второй экспериментальной модели вертолёта SA 340 и на более поздней модели Aérospatiale SA 341 «Газель».

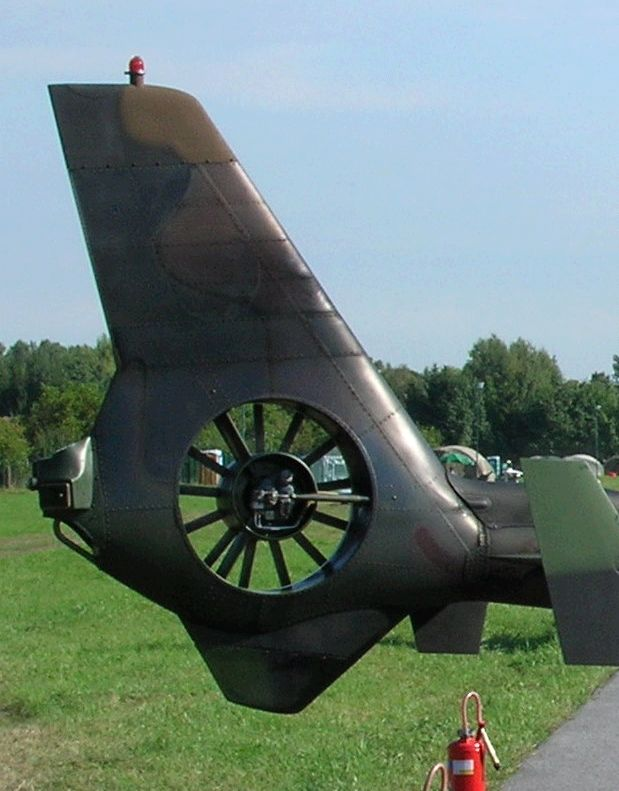
Fenestron на вертолёте Aérospatiale Gazelle

Кроме европейской корпорации Еврокоптер, фенестрон использовался на опытных вертолётах RAH-66 «Comanche» закрытого ныне проекта многоцелевого разведывательно-ударного вертолёта для армии США и также используется на Ка-60 «Касатка» и его гражданском наследнике Ка-62.
На МВЗ имени М. Л. Миля в 1976 году при испытаниях модификации Ми-24А с фенестроном пришли к выводу о неэффективности фенестрона на вертолётах с такой взлётной массой. Фотография модификации Ми-24А с фенестроном.